# Тріхуеке
Тріхуеке (ісп. Trijueque) — муніципалітет в Іспанії, у складі автономної спільноти Кастилія-Ла-Манча, у провінції Гвадалахара. Населення — 1420 осіб (2010).
Муніципалітет розташований на відстані близько 70 км на північний схід від Мадрида, 21 км на північний схід від Гвадалахари.
На території муніципалітету розташовані такі населені пункти: (дані про населення за 2010 рік)
- Тріхуеке: 294 особи
- Ла-Бельтранеха: 879 осіб
- Мірадор-дель-Сід: 247 осіб

## Демографія
Динаміка населення (INE ):

## Галерея зображень

Розташування муніципалітету у провінції Гвадалахара
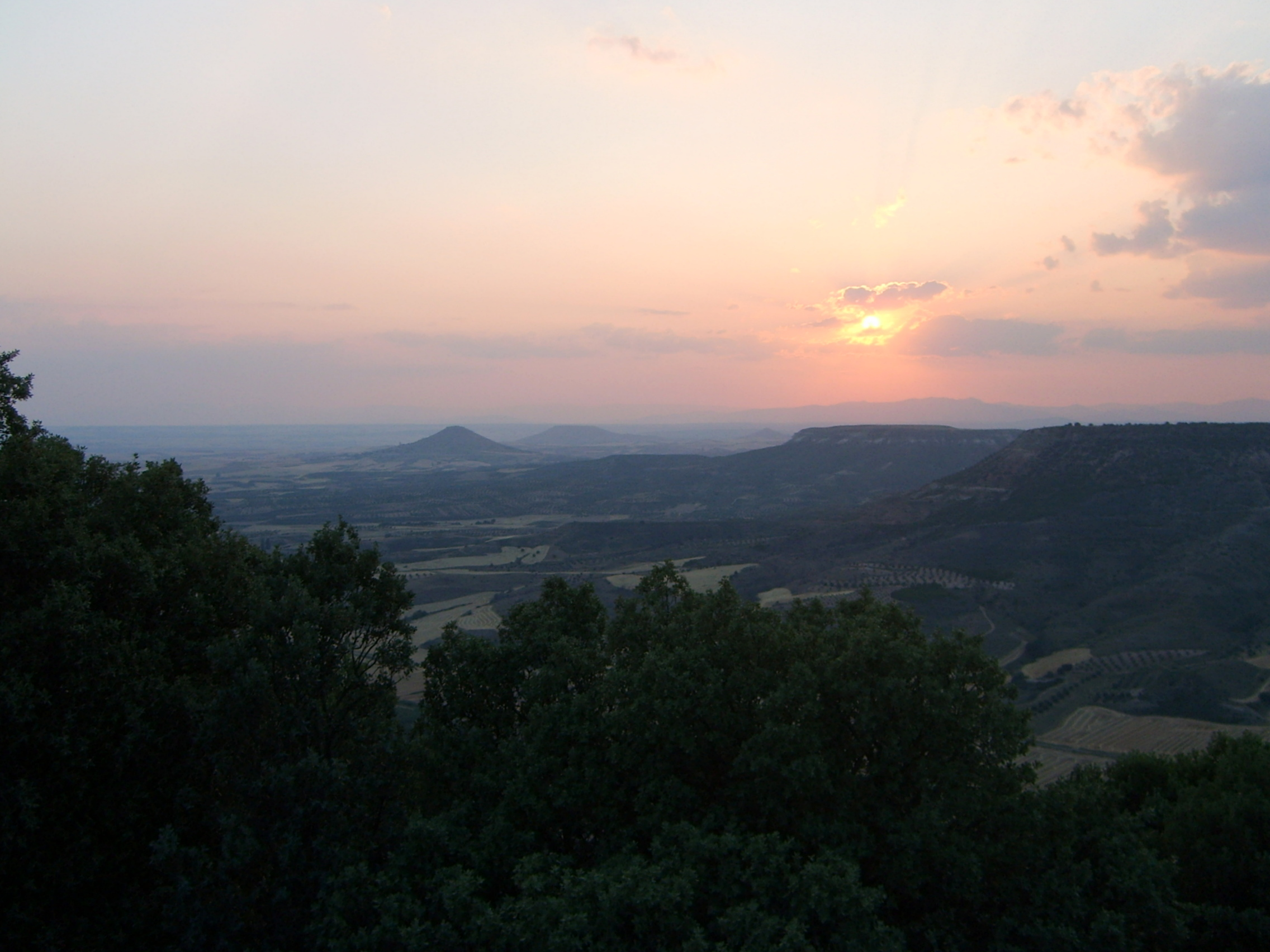
Долина річки Бадьєль, Тріхуеке